# Felix Howard
Felix Howard (* 14. Januar 1973) ist ein ehemaliges britisches Model, das vor allem durch seinen Auftritt in dem Madonna-Video "Open Your Heart" bekannt wurde. Heute ist Howard ein erfolgreicher Songwriter.

## Leben
Schon als Kind war Felix Howard als Model tätig. Im März 1985 zierte er, versehen mit einem Hut, der die Aufschrift "Killer" trug, das Titelbild des Musik- und Mode-Magazins "The Face".
Durch die Fotokampagne dieser Zeitschrift wurde schließlich Madonna auf Howard aufmerksam, die ihn für das 1986 veröffentlichte Musik-Video zu ihrem Hit Open Your Heart engagierte. Noch im selben Jahr war er in dem Video zu dem Song Each Time You Break My Heart von Nick Kamen zu sehen, danach folgte ein Auftritt in dem Videoclip zu Sinittas Erfolgstitel Toy Boy.
Howard war bei der EMI Group als Songwriter beschäftigt. Er schrieb u. a. Songs für die Sugababes, Amy Winehouse, Sia, Beverley Knight, Kylie Minogue und Freeform 5. Zu seinen größten Erfolgen gehören die Top-Ten-Hits "Overload" und "Stronger", die von den Sugababes interpretiert wurden. 2008 stieg Felix Howard zum Vize-Präsidenten der A&R-Abteilung von EMI Music Publishing UK auf. Seit 2017 ist er für Budde Music in Los Angeles tätig.